# Ampelisca lunata
Ampelisca lunata är en kräftdjursart. Ampelisca lunata ingår i släktet Ampelisca och familjen Ampeliscidae. Inga underarter finns listade i Catalogue of Life.